# Kosambi (Cipunagara)
Kosambi is een bestuurslaag in het regentschap Subang van de provincie West-Java, Indonesië. Kosambi telt 4328 inwoners (volkstelling 2010).